# Scipione del Ferro
Scipione del Ferro (también escrito en ocasiones dal Ferro; 6 de febrero de 1465 - 5 de noviembre de 1526) fue un matemático italiano que alrededor de 1515 descubrió por primera vez un método para resolver la ecuación de tercer grado reducida, un tipo particular de esta ecuación. Del Ferro se vio póstumamente involucrado en la polémica que a partir de 1545 mantuvieron Tartaglia y Cardano acerca de la autoría del descubrimiento de las fórmulas que permitían resolver las ecuaciones de tercer grado.

## Semblanza
Del Ferro nació en Bolonia, en el norte de Italia, hijo de Floriano y Filippa Ferro. Su padre trabajó en la industria del papel, que debía su existencia a la invención de la imprenta en la década de 1450 y que probablemente le permitió a Scipione acceder a varias obras durante las primeras etapas de su vida. Se casó y tuvo una hija, llamada Filippa como su madre.
Probablemente estudió en la Universidad de Bolonia, donde fue nombrado profesor de aritmética y de geometría en 1496. Durante sus últimos años, también realizó trabajos comerciales.

## Difusión de su obra
No se conservan textos originales de del Ferro. Esto se debe en gran parte a su resistencia a comunicar sus obras. En lugar de publicar sus ideas, solo las mostraría a un pequeño y selecto grupo de amigos y estudiantes.
Se sospecha que esto se debe a la práctica de los matemáticos a la hora de desafiarse públicamente entre sí. Cuando un matemático aceptaba el desafío de otro, cada matemático necesitaba resolver los problemas del otro. El perdedor en un desafío a menudo perdía  sus fondos o su posición universitaria. Del Ferro temía ser desafiado y probablemente mantuvo su mayor trabajo en secreto para poder usarlo para defenderse en caso de un desafío.
A pesar de este secreto, tenía un cuaderno donde registraba todos sus descubrimientos importantes. Después de su muerte en 1526, este cuaderno fue heredado por su yerno Annibale della Nave, que estaba casado con la hija de Del Ferro, Filippa. Della Nave también era un matemático exalumno de Del Ferro, a quien reemplazó en la Universidad de Bolonia después de su muerte.
En 1543, Gerolamo Cardano y su alumno Lodovico Ferrari viajaron a Bolonia para conocer a della Nave y poder ver el cuaderno de su difunto suegro, donde figuraba la solución a la ecuación de tercer grado reducida.

## Solución de la ecuación cúbica
Los matemáticos de la época de Del Ferro sabían que la ecuación cúbica general podría simplificarse a uno de los dos casos llamada ecuación cúbica reducida, para números positivos {\displaystyle p}, {\displaystyle q}, {\displaystyle x}:
{\displaystyle x^{3}+px=q,\,}
{\displaystyle x^{3}=px+q.\,}
El término en {\displaystyle x^{2}} siempre se puede eliminar dejando {\displaystyle x=x'+a} para una constante {\displaystyle a}.
Si bien hoy no se sabe con certeza qué método utilizó Del Ferro, se cree que utilizó el hecho de que {\displaystyle x={\sqrt {a+{\sqrt {b}}}}+{\sqrt {a-{\sqrt {b}}}}} resuelve la ecuación {\displaystyle x^{2}=(2{\sqrt {a^{2}-b}})x^{0}+2a} para conjeturar que {\displaystyle x={\sqrt[{3}]{a+{\sqrt {b}}}}+{\sqrt[{3}]{a-{\sqrt {b}}}}} resuelve {\displaystyle x^{3}=(3{\sqrt[{3}]{a^{2}-b}})x+2a}. Esto resulta ser cierto.
Luego, con la sustitución adecuada de parámetros, se puede deducir una solución para la cúbica reducida:
{\displaystyle {\sqrt[{3}]{{\frac {q}{2}}+{\sqrt {{\frac {q^{2}}{4}}+{\frac {p^{3}}{27}}}}}}+{\sqrt[{3}]{{\frac {q}{2}}-{\sqrt {{\frac {q^{2}}{4}}+{\frac {p^{3}}{27}}}}}}.}
Hay conjeturas sobre si Del Ferro trabajó en una solución a la ecuación cúbica como resultado de la corta estancia de Luca Pacioli en la Universidad de Bolonia en 1501-1502. Pacioli había declarado previamente en su obra Summa de arithmetica que creía que una solución a la ecuación era imposible, alimentando un amplio interés en la comunidad matemática.
Se desconoce si Scipione del Ferro resolvió ambos casos o no. Sin embargo, en 1925, Bortolotti descubrió manuscritos que contenían el método de Del Ferro, que le hicieron sospechar que Del Ferro había resuelto ambos casos.
Cardano, en su libro Ars Magna (publicado en 1545) afirma que fue del Ferro quien fue el primero en resolver la ecuación cúbica, y que la solución contenida en su libro es el método de Del Ferro.

## Otras contribuciones
Del Ferro también hizo otras contribuciones importantes a la racionalización de fracciones con denominadores que contienen sumas de raíces cúbicas.
También investigó problemas de geometría con un compás en un ángulo fijo, pero se sabe poco sobre su trabajo en esta área.